# Station Lalande-Église
Station Lalande-Église is een spoorwegstation in de Franse gemeente Toulouse.